# Saijō
Saijō (jap. 西条市 -shi) ist eine Stadt in der Präfektur Ehime an der Nordküste der Insel Shikoku in Japan.

## Geographie
Saijō liegt östlich von Matsuyama und westlich von Takamatsu und Niihama. Sie erstreckt sich entlang des Südostens der Takanawa-Halbinsel. Im Süden des Gemeindegebiets liegt mit dem Ishizuchi-san die höchste Ergebung Shikokus.

## Geschichte
Ab 1636 bis 1871 war das damalige Dorf der Sitz des Lehens (Han) Saijō.
Die bereits 1941 gegründete Stadt Saijō gliederte am 1. November 2004 die Stadt Tōyo (東予市, -shi) sowie die Gemeinden Komatsu (小松町, -chō) und Tambara (丹原町, -chō) vom Landkreis Shūsō (周桑郡, -gun) ein. Der Landkreis wurde daraufhin aufgelöst.

## Wirtschaft
Ein großer Arbeitgeber in Saijō ist die hiesige Werft Saijo Shipyard, die zum Imabari-Zōsen-Konzern gehört. Die Werft baut unter anderem große Öltanker mit bis zu 310.000 DWT Tragfähigkeit, Massengutfrachter mit bis zu 233.000 DWT Tragfähigkeit, Flüssiggastanker für bis zu 178.000 m³ Flüssiggas und Containerschiffe für bis zu 20.000 TEU.

## Verkehr
- Straße:
  - Matsuyama-Autobahn
  - Nationalstraße 11: nach Tokushima und Matsuyama
  - Nationalstraßen 192, 194, 196
- Zug:
  - JR Yosan-Linie: nach Takamatsu oder Uwajima

## Söhne und Töchter der Stadt
- Raihei Kurokawa (* 2003), Fußballspieler
- Takaya Kurokawa (* 1981), Fußballspieler
- Yuto Nagatomo (* 1986), Fußballspieler
- Takahashi Shūsō (1900–1964), Maler
- Hideo Zushi (1933–2016), Schriftsteller, Lyriker und Literaturhistoriker

## Angrenzende Städte und Gemeinden
- Niihama
- Imabari
- Tōon